# Сянки (станція)
Ся́нки — дільнична залізнична станція 2-го класу Ужгородської дирекції Львівської залізниці на лінії Самбір — Чоп між станціями Соколики (10 км) та Щербин (10 км). Розташована у селі Сянки Самбірського району Львівської області.

## Історія
Станція відкрита 24 серпня 1905 року у складі залізниці Самбір — Сянки.
У 1968 році електрифікована постійним струмом (=3 кВ) в складі дільниці Самбір — Чоп.
У 2016 році проводилися роботи з пристосування станції до потреб людей з інвалідністю, враховуючи розміщення за 2 км від параолімпійської бази.
9 січня 2019 року після реконструкції відкрита оновлена залізнична станція.

## Пасажирське сполучення

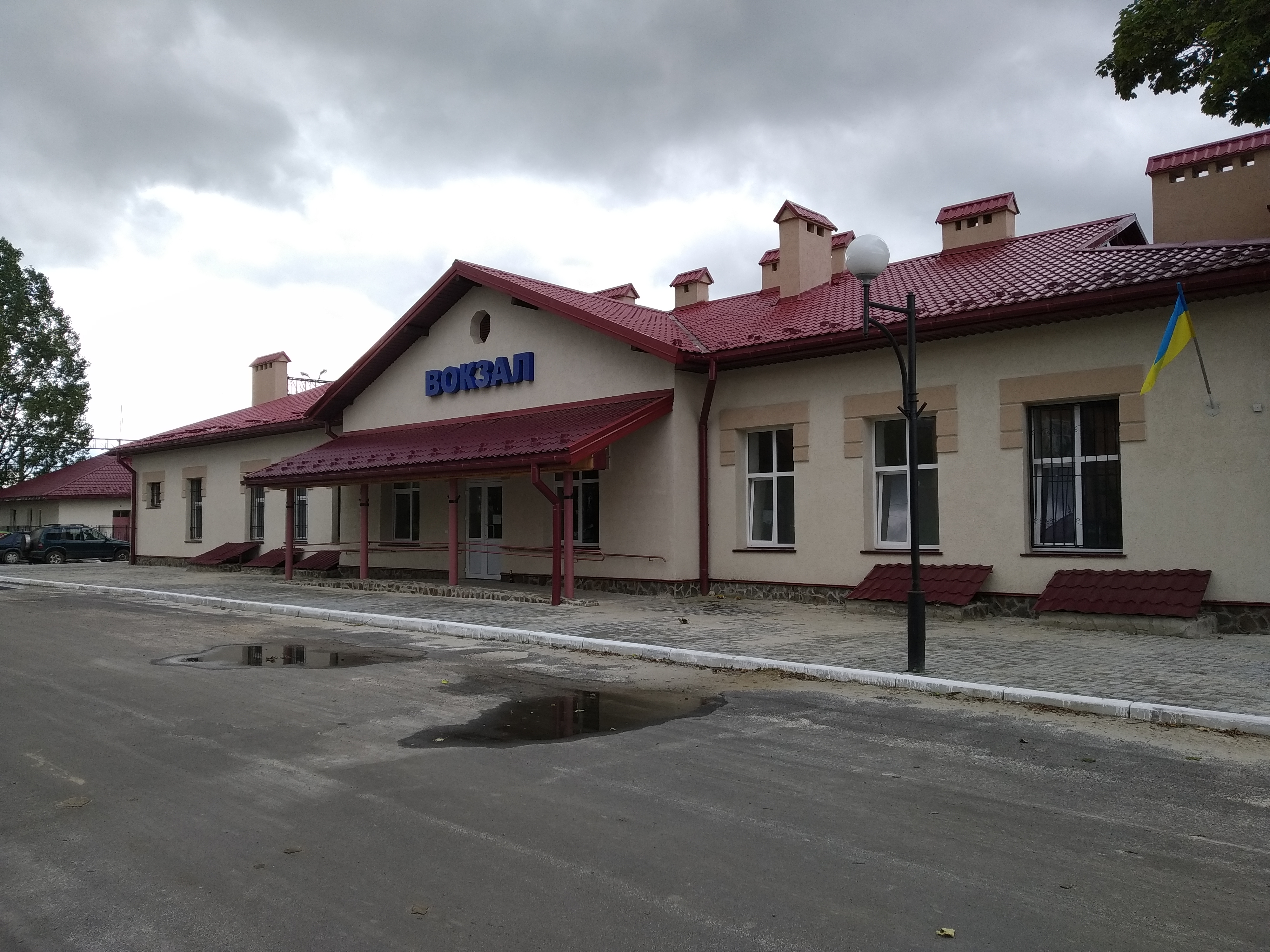
Вокзал станції Сянки

На станції зупиняється нічний швидкий поїзд № 59/60  сполученням Київ — Чоп. 
Станція є кінцевою для приміських  електропоїздів, що прямують зі Львова та Мукачево.
До 18 березня 2020 року через станцію курсував пасажирський поїзд № 601/602 сполученням Львів — Солотвино (нині скасований).